# Anthicidae
Anthicidae Latreille, 1819 è una famiglia di insetti dell'ordine dei Coleotteri, con distribuzione cosmopolita.

## Descrizione
Sono coleotteri di dimensioni medio-piccole che si caratterizzano per un collo marcatamente ristretto, spesso associato con una costrizione laterale del pronoto, che è solitamente più largo nella parte anteriore e più stretto in quella posteriore, risultando più stretto della base delle elitre. Le antenne sono lunghe e sottili. L'insieme di questi caratteri conferisce a questi insetti una apparenza molto simile a quella delle formiche (mirmecomorfismo).

## Biologia
La maggior parte delle specie si nutrono di piccoli invertebrati o di residui vegetali.
Nonostante la forte somiglianza con le formiche che caratterizza la gran parte delle oltre 3000 specie di Anthicidae, solo in poche specie è stata documentata una reale associazione con le formiche (mirmecofilia). Tra queste Anthicus spp., Formicomus spp., Ochtonomus spp., Temnopsophus spp.
Nella gran parte delle specie il mirmecomorfismo è solo una forma di mimetismo batesiano che garantisce protezione contro potenziali predatori.

## Distribuzione e habitat
Sono presenti in tutti i continenti eccetto l'Antartide.
Occupano habitat molto differenti che vanno dalla foresta pluviale alle dune sabbiose costiere.

## Tassonomia
La famiglia Anthicidae è stata in passato considerata come un taxon "spazzatura" in cui piazzare ogni entità della superfamiglia Tenebrionoidea non facilmente assegnabile ad altre famiglie. Ne consegue che molti generi in precedenza attribuiti a questa famiglia sono ora collocati altrove.
Secondo le più recenti revisioni tassonomiche la famiglia comprende i seguenti generi:
- Sottofamiglia Anthicinae Latreille, 1819
  - Tribù Anthicini Latreille, 1819
    - Acanthinus LaFerté-Senéctère, 1849
    - Alleoceras Krekich-Strassoldo, 1914
    - Amblyderus LaFerté-Senéctère, 1847
    - Anthicodes Wollaston, 1877
    - Anthicomorphus Lewis, 1895
    - Anthicus Paykull, 1798
    - Baulius Casey, 1895
    - Cordicollis Marseul, 1879
    - Criboanthicus Pic, 1913
    - Cyclodinus Mulsant & Rey, 1866
    - Euproclus Fairmaire, 1900
    - Euvacusus Casey, 1904
    - Falsoformicomus Pic, 1948
    - Floydwernerius Telnov, 2003
    - Formicilla LeConte, 1851
    - Hirticollis Marseul, 1879
    - Ischyropalpus LaFerté-Senéctère, 1849
    - Leptaleus LaFerté-Senéctère, 1849
    - Leptanthicus Werner, 1958
    - Malporus Casey, 1895
    - Micranthicus Champion, 1895
    - Nitorus Telnov, 2007
    - Omonadus Mulsant & Rey, 1866
    - Papuanthicus Telnov, 2006
    - Phalantias Heberdey, 1936
    - Pseudocyclodinus Telnov, 2003
    - Pseudoleptaleus Pic, 1900
    - Sapintus Casey, 1895
    - Stricticollis Marseul, 1879
    - Tanarthrus LeConte, 1851
    - Tenuicollis Marseul, 1879
    - Tomosomus Motschulsky, 1855
    - Vacusus Casey, 1895
    - Walesius Pic, 1896
    - Yunnanomonticola Telnov, 2002

  - Tribù Endomiini Bonadona, 1958
    - Endomia Laporte de Castelnau, 1840

  - Tribù Formicomini Bucciarelli, 1980
    - Andrahomanus Pic, 1903
    - Anthelephila Hope, 1833
    - Chileanthicus Werner, 1966
    - Stenidius LaFerté-Senéctère, 1847

  - Tribù Microhorini Bucciarelli, 1980
    - Aulacoderus LaFerté-Senéctère, 1849
    - Clavicollis Marseul, 1879
    - Liparoderus LaFerté-Senéctère, 1849
    - Microhoria Chevrolat, 1877
- Sottofamiglia Copobaeninae Abdullah, 1969
  - Copobaenus Fairmaire & Germain, 1863
- Sottofamiglia Eurygeniinae LeConte, 1862
  - Tribù Eurygeniini LeConte, 1862
    - Abdullahia Abdullah, 1968
    - Arussia Pic, 1895
    - Atenizodes Gilmour, 1968
    - Bactrocerus LeConte, 1866
    - Cadogenius Heller, 1918
    - Diacalla Pascoe, 1863
    - Duboisius Abdullah, 1961
    - Egestrina Champion, 1916
    - Eurygenius LaFerté-Senéctère, 1849
    - Husainia Abdullah, 1968
    - Leptoremus Casey, 1904
    - Macratriomima Champion
    - Mastoremus Casey, 1895
    - Micreurygenius Pic, 1942
    - Neoeurygenius Abdullah, 1963
    - Neostereopalpus Abdullah, 1967
    - Pergetus Casey, 1895
    - Pogonoceromorphus Pic, 1921
    - Pseudobactrocerus Abdullah, 1963
    - Pseudostereopalpus Abdullah, 1964
    - Qadrius Abdullah, 1964
    - Retocomus Casey, 1895
    - Rilettius Abdullah, 1964
    - Stereopalpus LaFerté-Senéctère, 1849
    - Steriphodon Abeille de Perrin, 1894

  - Tribù Ictistygnini Borchmann, 1937
    - Diacallina Champion, 1916
    - Egestria Pascoe, 1871
    - Egestriomina Champion, 1916
    - Ictistygna Pascoe, 1866
    - Ictistygnina Champion, 1916

  - Tribù Mitraelabrini Abdullah, 1969
    - Mitraelabrus Solier, 1851
- Sottofamiglia Lemodinae Lawrence & Britton, 1991
  - Cotes Sharp, 1877
  - Lemodes Boheman, 1858
  - Lemodinus Blair, 1913
  - Protoanthicus Moore & Vidal, 2006
  - Trichananca Blackburn, 1891
  - Zealanthicus Werner & Chandler, 1995
- Sottofamiglia Macratriinae LeConte, 1862
  - Macratria Newman, 1838
  - Protomacratria Abdullah, 1964
  - Salimuzzamania Abdullah, 1968
  - Thambospasta Werner, 1974
- Sottofamiglia Notoxinae Stephens, 1829
  - Hypaspistes Waterhouse, 1886
  - Leptoprion Krekich-Strassoldo, 1914
  - Mecynotarsus LaFerté-Senéctère, 1849
  - Notoxus Geoffroy, 1762
  - Plesionotoxus Chandler, 1978
  - Pseudonotoxus Pic, 1899
  - Squamanotoxus Chandler, 2001
- Sottofamiglia Steropinae Jacquelin du Val, 1863
  - Anisotria Young, 1984
  - Steropes Steven, 1806
- Sottofamiglia Tomoderinae Bonadona, 1961
  - Bogosus Pic, 1894
  - Derarimus Bonadona, 1978
  - Elgonidium Basilewsky, 1954
  - Holcopyge Champion, 1890
  - Macrotomoderus Pic, 1901
  - Pseudotomoderus Pic, 1892
  - Rimaderus Bonadona, 1978
  - Tomoderus LaFerté-Senéctère, 1849
- Incertae sedis
  - Apotominus Fairmaire & Germain, 1863
  - Heterolobus Phillipi, 1864